# ألين ك. بيتش
ألين ك. بيتش (بالإنجليزية: Allen C. Beach)‏ هو محامي وسياسي أمريكي، ولد في 9 أكتوبر 1825، وتوفي في 17 أكتوبر 1918 في روتشستر في الولايات المتحدة.